# آقاسی‌بیلی
اگسیبیلی (به لاتین: Agasibeyli) یک منطقهٔ مسکونی در جمهوری آذربایجان است که در شهرستان سیاه‌زن واقع شده‌است.